# آئریکس (لوند)
آئریکس (به فرانسوی: Arx) یک کمون در فرانسه است که در canton of Gabarret واقع شده‌است. آئریکس ۲۴٫۱۸ کیلومتر مربع مساحت دارد ۱۳۰ متر بالاتر از سطح دریا واقع شده‌است.